# Gerard Moreno i Balagueró
Gerard Moreno i Balagueró (Santa Perpètua de Mogoda, 7 d'abril de 1992) és un futbolista professional català que juga a les files del Vila-real CF a la posició de davanter centre. És internacional amb la selecció catalana i també amb la selecció espanyola.
És el germà petit de Dídac Moreno, exjugador de l'EC Granollers i UE Canovelles.

## Trajectòria
Va començar la seua trajectòria al CF Damm. Va passar per les categories inferiors del RCD Espanyol i del CF Badalona. L'estiu del 2010, després d'anotar 41 gols amb l'equip juvenil badaloní a la Lliga Nacional Juvenil, va fitxar pel Vila-real CF.

### Vila-real CF
Amb l'equip juvenil del submarí groguet va debutar a la Divisió d'Honor Juvenil. Va ser l'estrella de l'equip marcant 28 gols en 26 partits. Aquella mateixa temporada va arribar a debutar amb el filial groguet, el Vila-real B, va ser el 6 de març de 2011 contra el Rayo Vallecano a la Segona Divisió. Va entrar al terreny de joc al minut 84 substituint a Natxo Insa.
L'estiu del 2011 va acabar la seua etapa com a juvenil i va fer el salt al Vila-real C de la Tercera Divisió. En la seua primera temporada al filial C groguet va marcar 29 gols en 32 partits, això li va permetre jugar 4 partits més amb el filial B. A més, el 10 de desembre de 2011 s'estrenava com a golejador a Segona, va ser contra el Xerez CD. La temporada 2012/13 ja va formar part del Vila-real B, de la Segona Divisió B. Va disputar 24 partits i va marcar 12 gols. Aquestes bones actuacions li van obrir les portes del primer equip. Així, va debutar amb el primer equip el 2 de desembre del 2012 contra l'Elx CF substituint al minut 75 a Manu Trigueros. De fet, aquest primer partit amb el primer equip no va ser puntual, ja que la temporada 2012/13, la del retorn de l'equip groguet a Primera, Gerard va jugar 14 partits i va marcar 3 gols, el primer dels quals el 25 de gener del 2013 contra el CE Sabadell FC en la vint-i-tresena jornada. Es va erigir com una de les revelacions de l'equip durant la temporada i una peça clau en la reacció de l'equip durant la segona volta.

### RCD Mallorca
El 8 de juliol del 2013 es va fer oficial la seua cessió, per una temporada, al RCD Mallorca. Es va especular que aquesta cessió podia estar vinculada al traspàs de Tomás Pina i Gio al Vila-real. Moreno va ser presentat el 9 de juliol del 2013 amb l'equip mallorquí. El 18 d'agost del 2013 va debutar amb l'equip balear contra el CE Sabadell FC, va entrar al terreny de joc al minut 49 substituint al japonès Akihiro Ienaga, el RCD Mallorca va acabar sortint golejat de la Nova Creu Alta per 4-0 en el seu retorn a Segona Divisió. Una setmana més tard, el 25 d'agost, novament sortint des de la banqueta va marcar el seu primer gol de la temporada, va ser contra el Reial Múrcia, malgrat el gol, l'equip va encaixar la seua segona derrota consecutiva a Segona Divisió. Després de la cessió a l'equip balear va tornar al Vila-real.
En la seua darrera temporada a l'equip de la Plana va jugar 26 partits a primera divisió i va marcar 7 gols.

### RCD Espanyol
L'estiu del 2015, quan s'esperava que fos la temporada de consolidació amb el primer equip groguet, Gerard Moreno va fitxar pel RCD Espanyol. Era el seu últim any de contracte i l'equip blanc-i-blau va pagar 1,5 milions d'euros pel 50% dels seus drets esportius. El jugador va declarar que arribava a l'Espanyol en busca de minuts i també per estar més a prop de la seua família. Va debutar amb l'Espanyol en la primera jornada de la Lliga 2015-2016 contra el Getafe CF, va entrar al terreny de joc en el lloc de Salva Sevilla. El 19 de setembre, en la quarta jornada de Lliga, va marcar el seu primer gol com a periquito, va ser a Anoeta contra la Reial Societat. A principis d'octubre el jugador va patir una lesió muscular que el va tenir més d'un mes apartat dels terrenys de joc.
El novembre de 2017 va renovar el seu contracte amb l'Espanyol fins al 2022, amb una clàusula de 50 milions d'euros a partir de la temporada 2018-2019.

### Retorn al Vila-real CF
El 12 de juny del 2018 es va fer oficial el seu fitxatge pel Vila-real CF a canvi de 20 milions d'euros (la meitat de la clàusula en tenir els vila-realencs el 50% dels seus drets), firmant per 5 temporades.
La temporada 2019-20 va guanyar el Trofeu Zarra com a màxim golejador espanyol del campionat.

## Internacional

### Selecció catalana
El 28 de desembre del 2014 va debutar amb la selecció catalana absoluta. Va ser al nou estadi de San Mamés contra la selecció del País Basc. Gerard va entrar al camp al minut 60, substituint el migcampista terrassenc Xavi Hernández.
El 28 de desembre de 2016 va disputar com a titular amb la selecció catalana el Trofeu Catalunya Internacional 2016, un partit contra la selecció de Tunísia que va acabar en empat 3 a 3 i finalment en victòria tunisenca a la tanda de penals. Gerard va marcar el primer gol de la selecció en el partit.

### Selecció espanyola
Moreno mai va ser internacional amb la selecció espanyola en cap nivell juvenil. Va debutar amb la selecció sènior el 15 d'octubre de 2019, jugant tot el partit en un empat 1-1 contra Suècia per a la fase de classificació per a l'Eurocopa 2020. Un mes més tard, per a la mateixa competició i també com a titular, va marcar el seu primer gol en una golejada per 7-0 contra  Malta a Cadis, amb els amfitrions ja classificats. El 18 de novembre, va marcar dos gols en una victòria per 5-0 contra Romania, i va ser inclòs a la plantilla de 24 jugadors de Luis Enrique per a la final del 24 de maig de 2021.

## Palmarès
Vila-real CF
- 1 Lliga Europa de la UEFA: 2020-21[28]